# 浜垣実
浜垣 実（はまがき みのる、戸籍上は「濱垣實」。1926年（大正15年）12月14日 - 2016年（平成28年）2月3日）は、昭和から平成時代の政治家。北海道恵庭市長。

## 経歴
北海道厚田郡厚田村（現石狩市）出身。1955年（昭和30年）自治大学校を卒業する。1943年（昭和18年）厚田村役場に奉職し、1955年（昭和30年）恵庭町役場に転じ、財政課長、庶務課長を経て、1971年（昭和46年）恵庭市助役となる。
1977年（昭和52年）恵庭市長に当選し、4期務めた。「浜垣天皇」と呼ばれるほどの権勢を奮ったが、1993年（平成5年）には多選批判を浴びて、元陸上自衛官で恵庭市議だった合原由作に敗れる。
落選後の翌年2月、在任中に砂利採取業者から受け取っていた現金が賄賂にあたるとして、収賄容疑で逮捕された。その後、有罪が確定した。
2016年（平成28年）2月3日、腎不全のため死去した。